# Si la cosa funciona (obra de teatro)
Si la cosa funciona es una comedia romántica de Woody Allen. Fue adaptada y dirigida por Alberto Castrillo-Ferrer y protagonizada por José Luis Gil, Ana Ruiz, Rocío Calvo, Ricardo Joven y Beatriz Santana, que se estrenó en el teatro Cofidis-Alcázar el 10 de abril de 2015.
Boris es un misántropo malhumorado que él mismo se considera un genio. Conoce a una mujer treinta años más joven y empieza así un romance. La madre y el padre de la mujer aparecerán después, y así Boris se adaptará a una nueva vida.
El 11 de marzo de 2016 la obra se estrenó en el Teatro Auditorio de Roquetas de Mar.
Si la cosa funciona es la adaptación homónima de la película de Woody Allen, Whatever Works, lo cual ha adaptado el guion, el ritmo y el humor. Los personajes son a la vez fuertes y tiernos.